# Koller (Uniform)

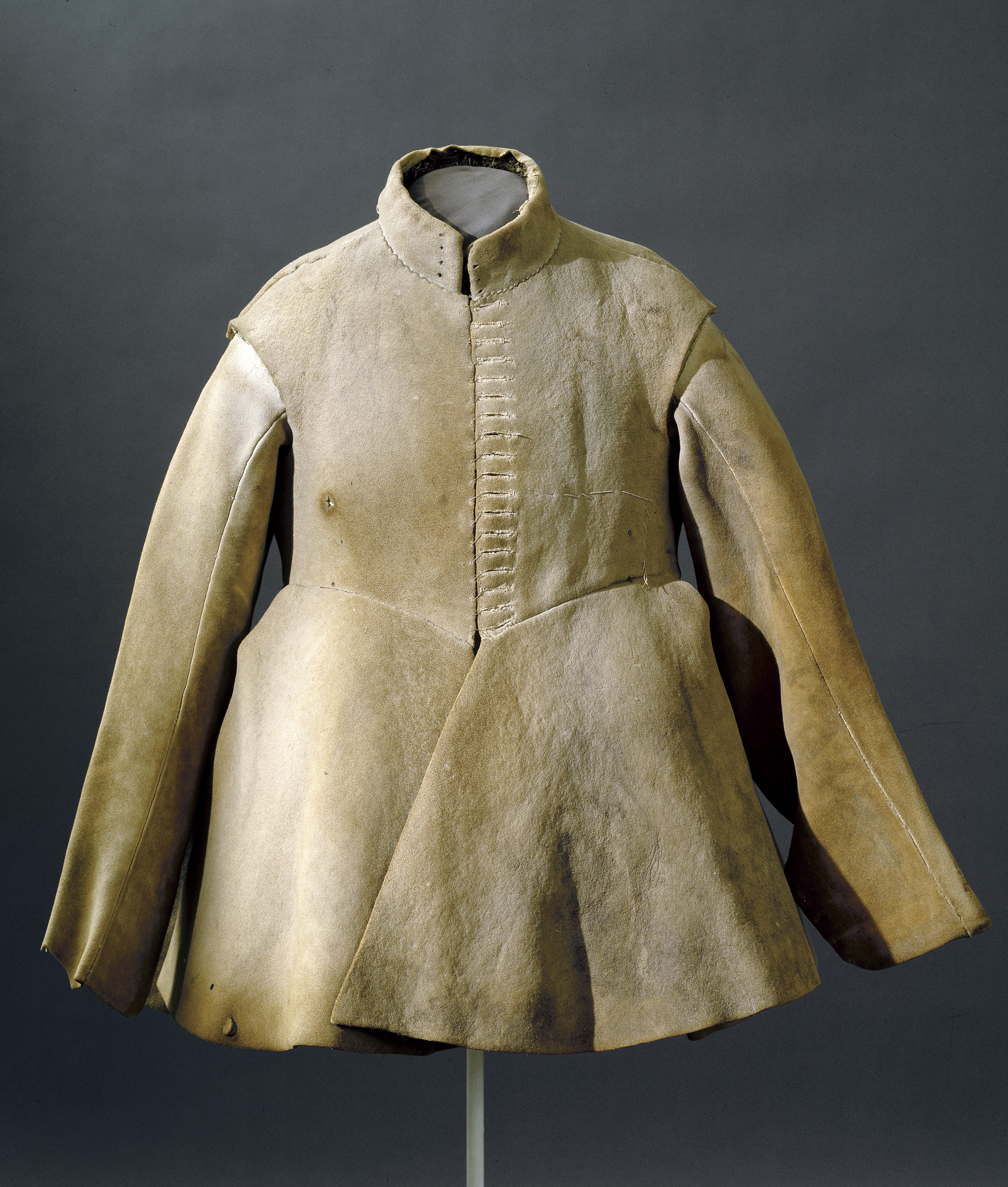
Koller (Kyller) Gustav II. Adolfs von 1632, in dem er in der Schlacht bei Lützen fiel, mit Kragen und abnehmbaren Ärmeln. Im rechten Brustbereich ist der Durchstoß eines Panzerstechers sichtbar.

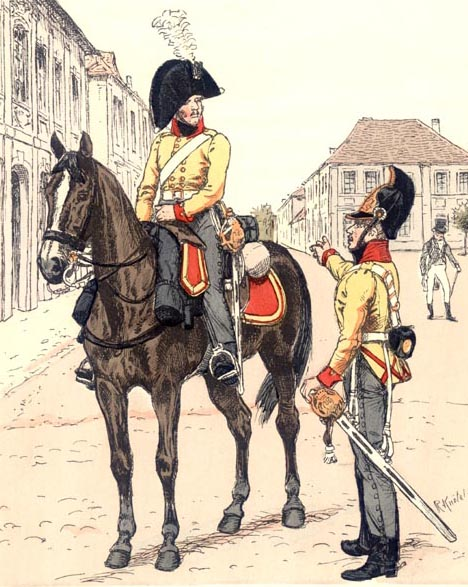
Brandenburgisches Kürassier-Regiment, rechts mit dem ab August 1809 getragenen Kammhelm

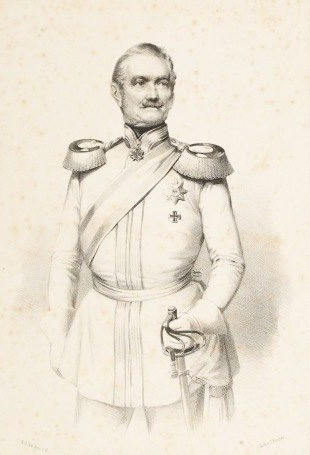
Friedrich von Wrangel, im Koller seines Regiments, 1856

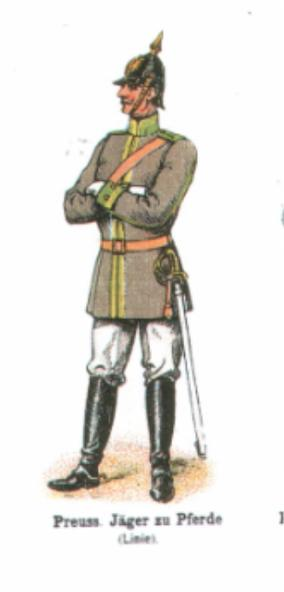
Regiment Jäger zu Pferde Nr. 3, im gelb-bortierten Koller, um 1905

Koller (auch Kollett/Kollet oder Collett/Collet; von lat. collum/Hals frz. collet/Kragen) bezeichnete bis zum ausgehenden 18. Jahrhundert ein meist ärmelloses, ursprünglich ledernes Kleidungsstück, das den Oberleib nahe dem Hals und oft auch (aber nicht zwingend) diesen selbst bedeckte. Im 16. Jahrhundert aus dem Goller hervorgegangen fungierte es für die Reiterei des Dreißigjährigen Krieges als Lederharnisch mit frontalem Schnür- oder Hakenverschluss, das über dem Wams getragen wurde. Von den preußischen Kürassieren wurde der Koller, nun aus Textil und in abgewandelter Form, noch bis zum Ersten Weltkrieg unter dem Harnisch getragen.
Gegen Ende des 18. Jahrhunderts wandelte sich der, längst auch Kollett genannte, Koller vom Lederwams zu einer aus robustem Kirsey-Stoff gefertigten kurzen Reitjacke. Knapp geschnitten und häufig der langen Rockschöße beraubt, hielt das inzwischen mit zwei Reihen Brustknöpfen versehene Kollett etwa ab 1800 in fast allen Truppengattungen Einzug. Bei Offizieren mit teils wieder fracklangen Schößen. Daneben war es in der Zivilmode beliebt. Beim Militär verschwand das Kollett mit Aufkommen des großzügiger geschnittenen Waffenrocks, der bei den Kürassieren nun wieder Koller hieß.

## Begriffsgeschichte
Laut des Adelungsche Wörterbuch besaß Koller im 18. Jahrhundert im Wesentlichen zwei Bedeutungen. Zum einen stand Koller für jenen Teil eines Mantels, der als Kragen den Hals bedeckt (vgl. englisch Collar). Zum anderen bezeichnete Koller, regional variierend, ein Kleidungsstück, das entweder in der Nähe des Halses getragen wurde oder das lose vom Hals herabhing. Als letzteres besaß der Koller typischerweise keine Ärmel, sei es als Hemd, Kittel oder kurzes Leibchen. Davon abgeleitet beschrieb Koller ebenso einen Brust und Rücken bedeckenden Lederharnisch, der am Hals zusammenhing. In diesem Sinn hieß der Lederharnisch im Dänischen Kollert, im Schwedischen Köller und Kyller, und im Deutschen veraltet auch Culter. Die Bezeichnung Koller übertrug sich auf eine enge lederne Reitjacke mit Ärmeln, die später mit dem französischen Begriff Collet(t) benannt wurde. Ärmellose Lederwämser hießen dagegen Colletins.
Um das Jahr 1800 stand Kollett generell für eine kurze Reitjacke, gleichgültig ob aus Stoff oder Leder. Mitte des 19. Jahrhunderts bezeichnete Kollett ferner eine enge Weste ohne Schöße sowie den kurzen Uniformrock der Kavallerie und Reitenden Artillerie.

## Militärisches Bekleidungsstück
In Preußen war der Koller der Uniformrock der Kürassiere, anfangs aus gelblichem Leder, später aus weißem Kirsey gefertigt. Er wurde unter dem Harnisch getragen, nach dessen zeitweisen Abschaffung auch ohne diesen. Kragen und Schulterklappen waren von gleicher Farbe. Ärmelaufschlägen, Borten, Vorstöße und Kragenpatten in Regimentsfarbe.
Um den Schmutz zu übertünchen, der den Kollern nach häufigem Tragen anhaftete, wurden sie regelmäßig weiß „gekollert“. Die Herkunft des Begriffs sowie der genaue Ablauf des „Kollerns“ sind inzwischen in Vergessenheit geraten. Naheliegend wäre eine Verbindung zum frz. colorer für „kolorieren“, „färben“. Ebenso drängt sich ein Bezug zu „herum kullern“ bzw. „umher rollen“ auf. Denn wahrscheinlich wurden die schmutzigen Koller, zum Tünchen bzw. Reinigen, in mit Schlämmkreide oder Kalkwasser gefüllten Fässern hin und her „gekollert“, bevor man sie abschließend vermutlich mit Bimsstein abrieb. Jedenfalls war die Prozedur in Preußen seit Friedrich Wilhelm I. bei den Kürassieren ein geübter Brauch. Mit der Zeit nahmen die ursprünglich gelblichen Lederkoller einen blass-gelblichen (paille) Farbton an. Als man seit den 1770er/1780er Jahren dazu überging, die Lederkoller durch solche aus weißen, wärmenden Kirsey zu ersetzen, wurde das Kollern überflüssig.
Um das Jahr 1800 war der mittlerweile textil gefertigte Koller sehr eng und kurz geschnitten. Schon seit längerer Zeit auch als Kollett bezeichnet, hielt er nach der preußischen Heeresreform 1808 auch bei anderen Truppengattungen Einzug. In der preußischen Infanterie hieß das Kollett aber offiziell weiterhin „Rock“. Das Kollett nun nicht mehr mit Hakenverschluss, sondern einreihig oder zweireihig, sprich: mit einer oder zwei Reihen Brustknöpfen. Mit Einführung des Waffenrocks entfiel das unbequeme Kollett auch bei den Kürassieren. Bei ihnen hieß der Waffenrock wieder Koller und wurde nicht geknöpft, sondern erneut zugehakt. Kragen, Aufschläge und Brustleiste waren wie bisher bortiert. Der Koller war zu allen Gelegenheiten vorgesehen: zur Parade, Gala oder zum „großen Dienstanzug“, aber auch im Kriegseinsatz. Zuletzt geschah dies 1870/1871, als auch der Harnisch letztmals im Gefecht getragen wurde. Offizieren war daneben die zweireihige Litewka zum „kleinen Dienst“ oder zum Ausgang erlaubt.
Bei den ab 1897 neu formierten preußischen Jägern zu Pferde trugen die  Regimenter Nr. 1 bis Nr. 6 ein Koller aus graugrünem Tuch, mit hellgrünen Schulterklappen und Aufschlägen. Die Kollerborten in Abzeichenfarbe grün eingefasst, entlang des Kragens, der Aufschläge und der Brustleiste. Der 1908 bei den Jägern zu Pferde eingeführte Waffenrock (auf der Brust Knöpfe statt Kollerborte) wurde 1910 Felduniform. Die ab 1913 aufgestellten weiteren Regimenter der Jäger zu Pferde Nr. 7 bis Nr. 13 besaßen nur noch diesen Waffenrock.

## Galerie

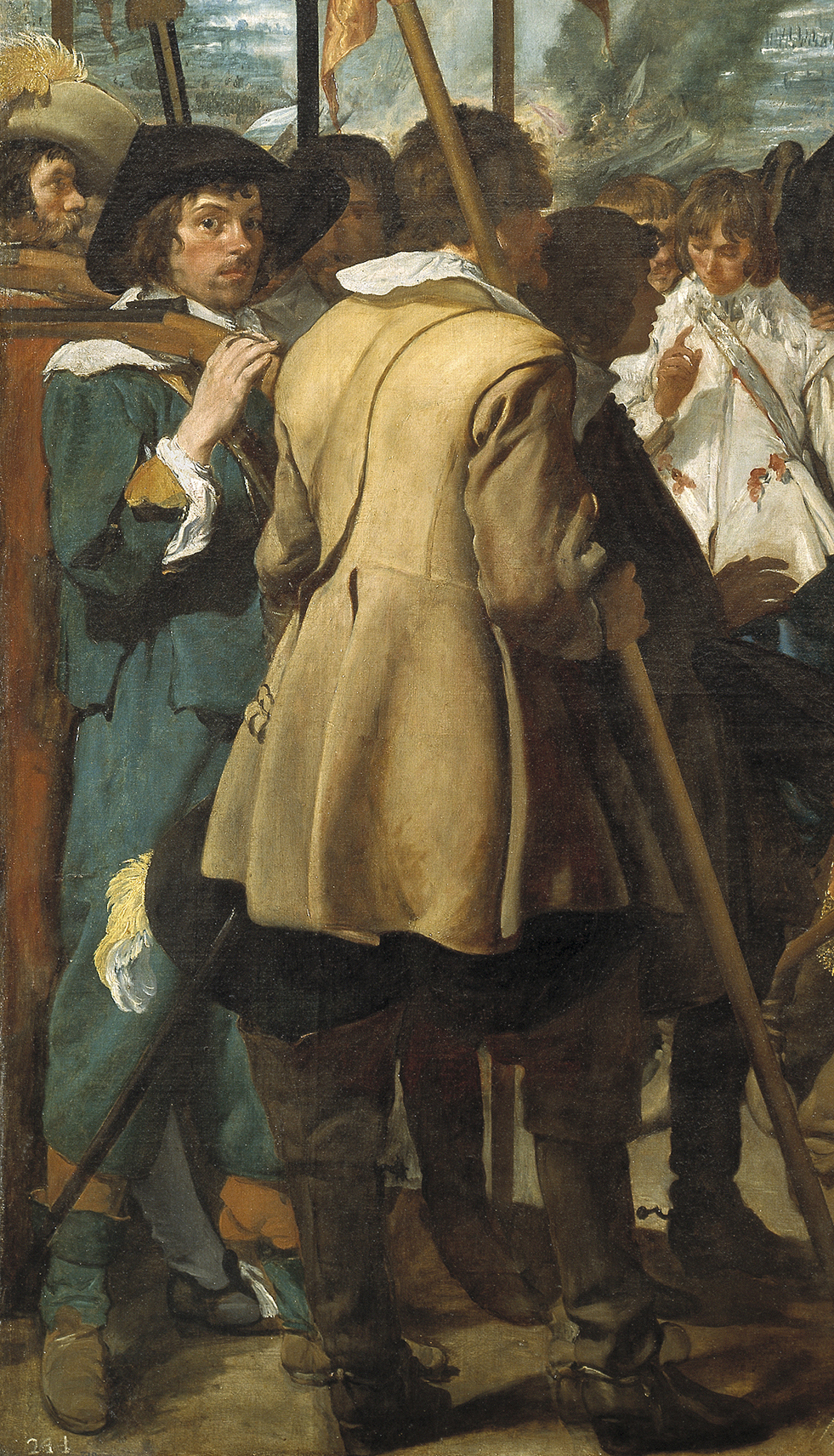
Niederländischer Reiter oder Offizier im Koller (Kolder), um 1634
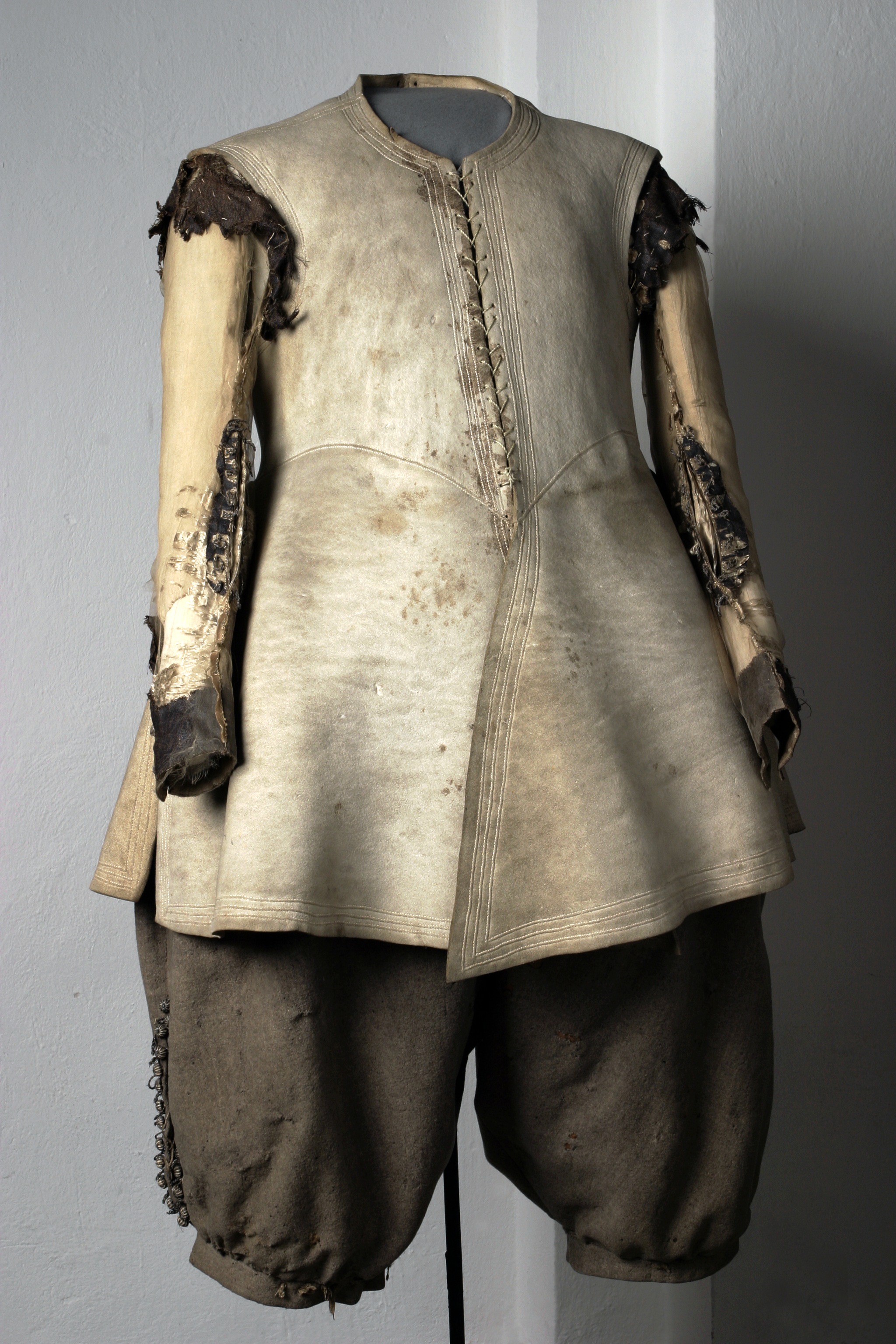
Kragenloser, kurzschößiger Koller Gustavs II. Adolf, 1627
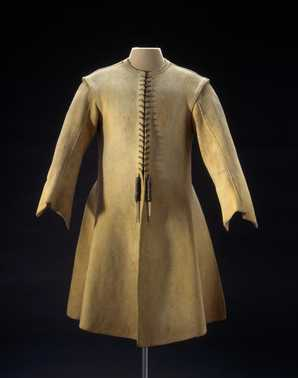
Langschößiger niederländischer Koller, mit Brustschnürung, um 1660
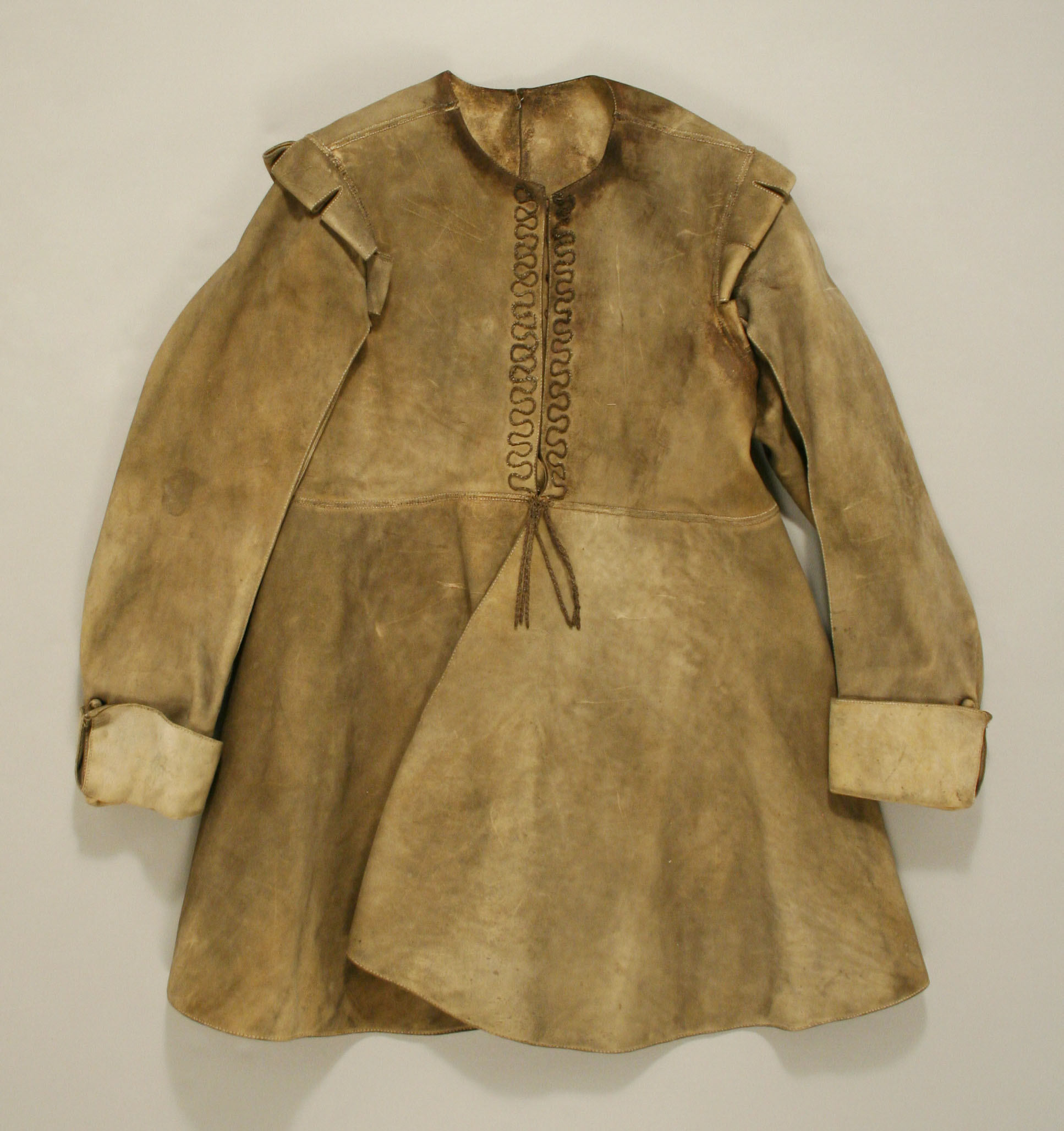
Englischer Lederwams (buff coat), mit falscher Silber-Verschnürung vor der Brust (der Koller wurde zugehakt), um 1630
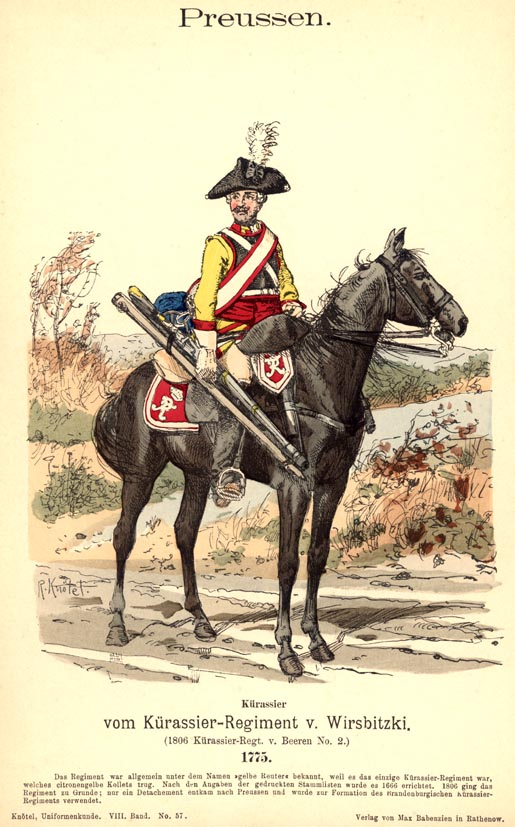
Kürassier-Rgt. Nr. 2 („Gelbe Reuter“), in gelbem Koller bzw. Kollett und geschwärztem Halbharnisch, 1775 (Hut mit „Allianzstutz“)
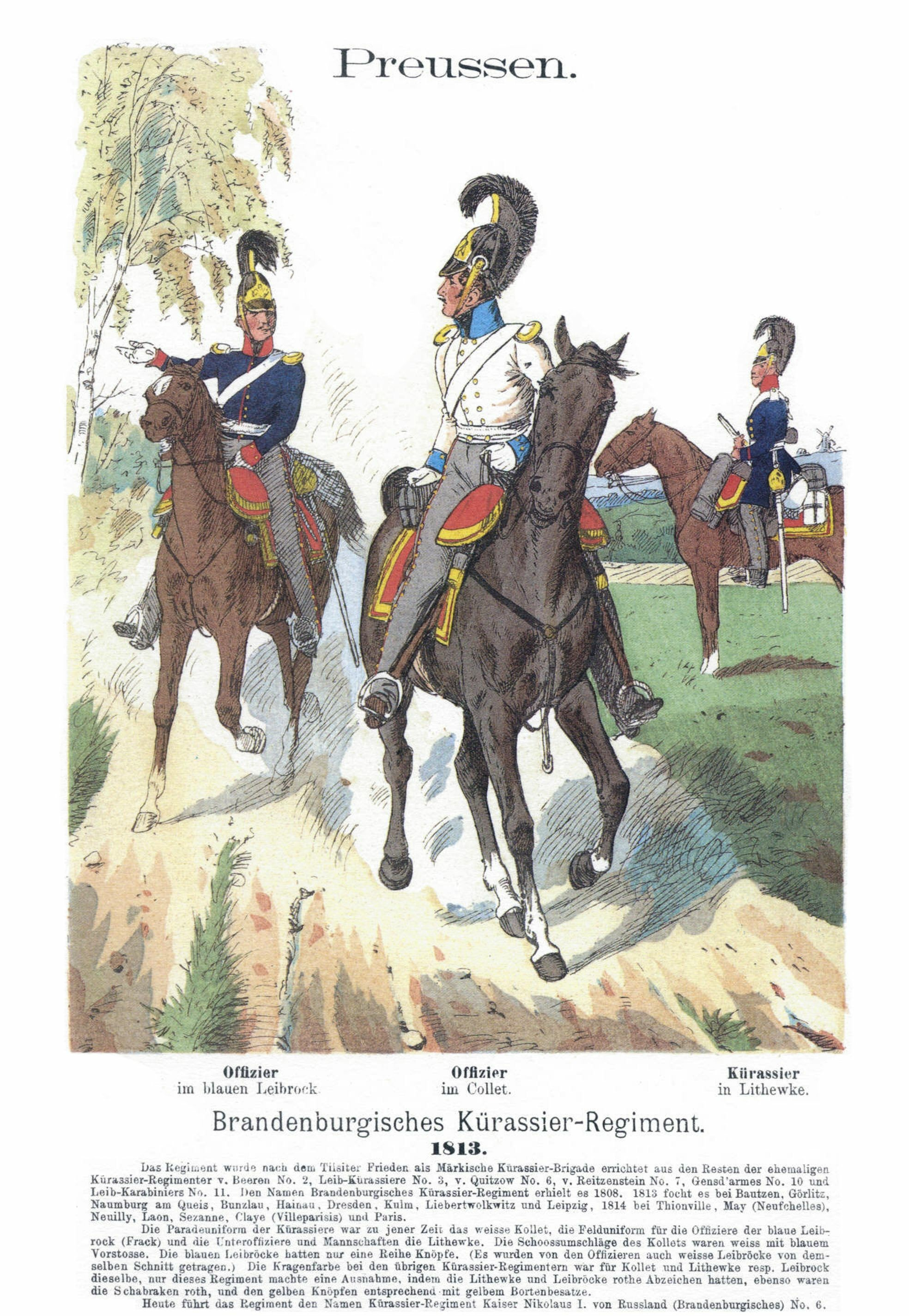
Preußische Kürassiere, 1813: vorne im weißen Kollett, links im blauen Leibrock, rechts in Litewka
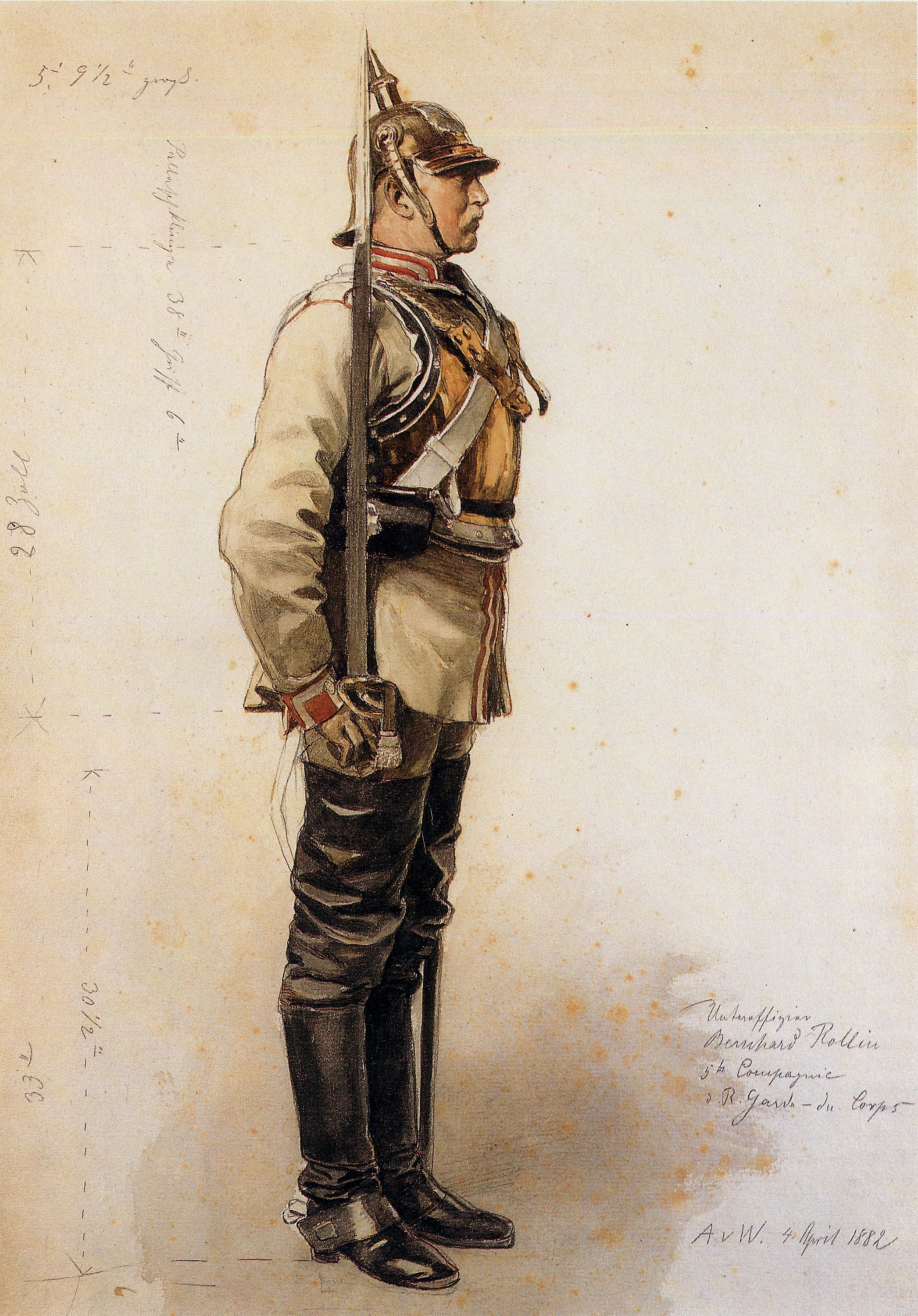
Preußischer Garde du Corps im Koller und blankem Halbharnisch, 1871
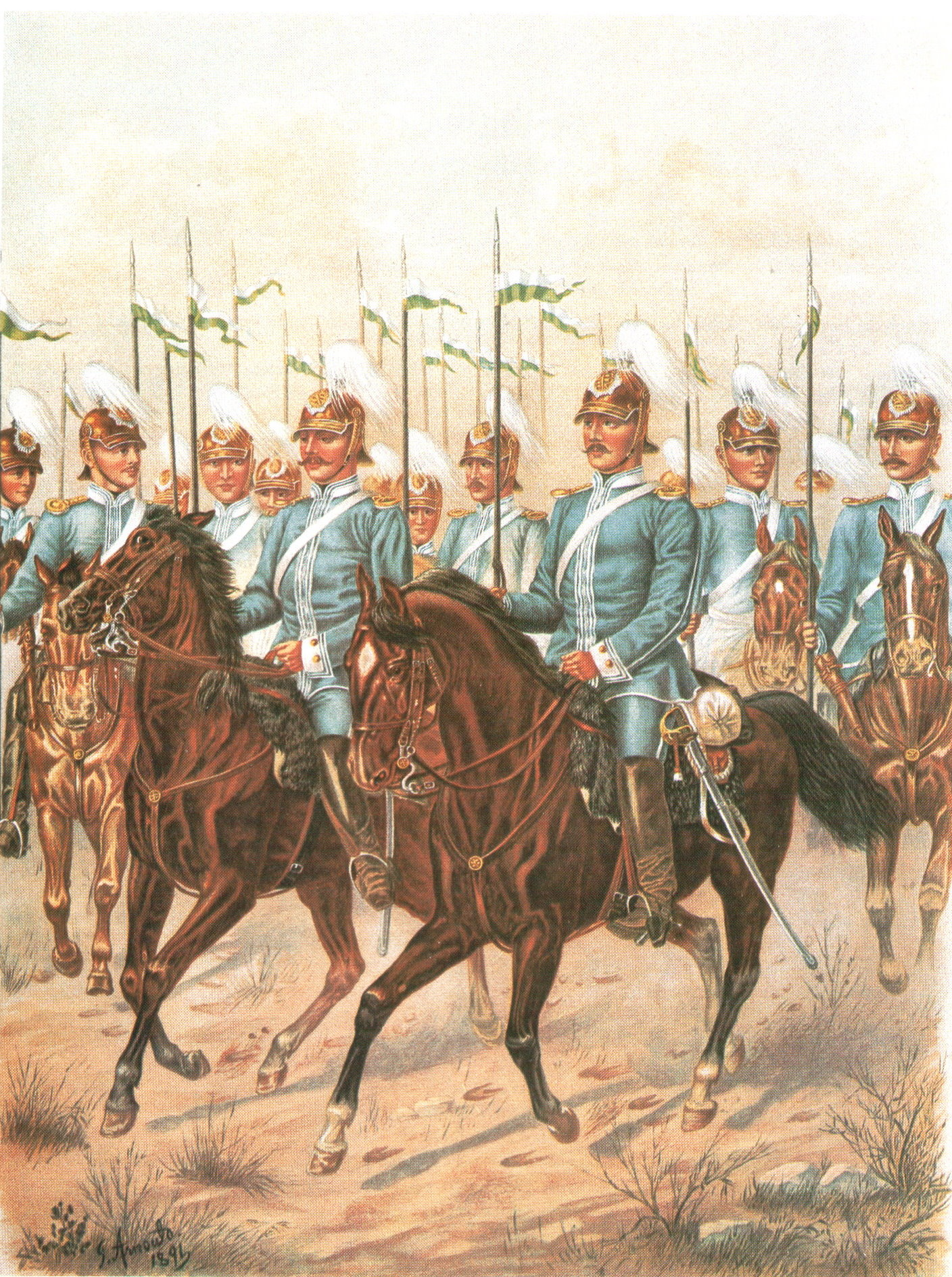
Kgl. Sächs. Garde-Reiter-Regiment im Koller, 1891
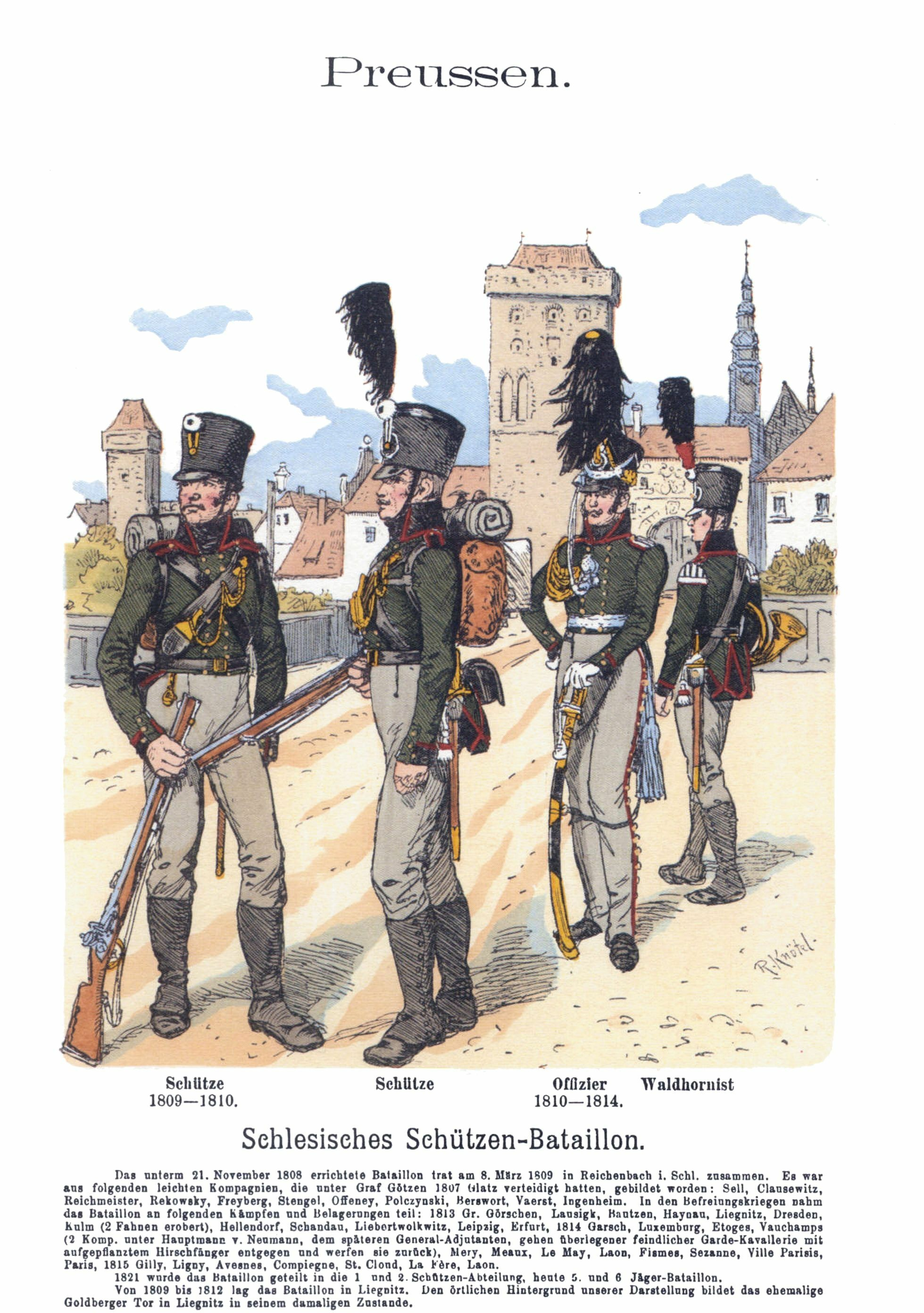
Schlesisches Schützen-Bataillon, um 1810. Kollett des Offiziers (2. v. r.) langschößig, sonst kurzschößig
Preußische Offiziere im Kollett, mit langen Schößen, um 1810 (bei Mannschaften die Kollets kurzschößig)